# Ряттель
Ря́ттель — деревня в Котельском сельском поселении Кингисеппского района Ленинградской области.

## История
Упоминается как деревня Rättila by в Толдожском погосте в шведских «Писцовых книгах Ижорской земли» 1618—1623 годов.
На карте Ингерманландии А. И. Бергенгейма, составленной по шведским материалам 1676 года, обозначена как мыза Rättila Hoff.
На шведской «Генеральной карте провинции Ингерманландии» 1704 года — как Rättila hof.
Как деревня Рятина она обозначена на «Географическом чертеже Ижорской земли» Адриана Шонбека 1705 года.
Мыза Рятильска упомянута на карте Ингерманландии А. Ростовцева 1727 года.
На карте Санкт-Петербургской губернии Ф. Ф. Шуберта 1834 года обозначены: мыза Новая Рятельская и Старая Рятельская графа Румянцова.

СТАРОРЯТЕЛЬСКАЯ — мыза принадлежит полковнику барону Притвицу, число жителей по ревизии: 2 м. п. (1838 год)

На карте профессора С. С. Куторги 1852 года отмечены мызы Старый Ратель и Новый Ратель.

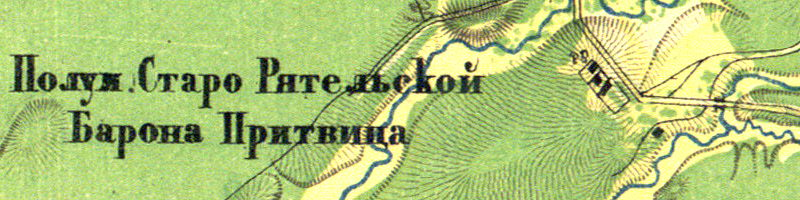
Земли деревни Ряттель на карте 1860 года

Согласно «Топографической карте частей Санкт-Петербургской и Выборгской губерний» в 1860 году на месте деревни Ряттель находился  Полумызок Старо Рятельский барона Притвица.

СТАРО-РЯТЕЛЬСКИЙ — полумызок владельческий при реке Суме, число дворов — 1, число жителей: 2 м. п., 4 ж. п. (1862 год)

Согласно материалам по статистике народного хозяйства Ямбургского уезда 1887 года мыза Старо-Рятелево площадью 3801 десятина принадлежала барону А. И. Притвицу, мыза была приобретена до 1868 года.
В 1900 году, согласно «Памятной книжке Санкт-Петербургской губернии», мыза Ряттельское принадлежала барону Александру Ивановичу Притвицу.
В конце XIX — начале XX века Ряттель административно относился к Котельской волости 2-го стана Ямбургского уезда Санкт-Петербургской губернии.
С 1917 по 1924 год деревня Старый Ряттель входила в состав Мало-Конецкого сельсовета Котельской волости Кингисеппского уезда.
С 1924 года в составе Котельского сельсовета.
Согласно данным переписи населения СССР 1926 года в посёлке Рятель Старый проживали 34 человека, большинство эстонцы, а также русские и немцы; в посёлке Рятель Новый — 60 человек, большинство русские, а также эстонцы и литовцы.
С 1927 года в составе Котельского района.
С 1931 года в составе Кингисеппского района.
По данным 1933 года посёлки Ряттель Старый и Ряттель Новый входили в состав Котельского сельсовета Кингисеппского района.

План деревни Ряттель. 1938 год

Согласно топографической карте 1938 года деревня называлась Рятель и насчитывала 12 дворов.
C 1 августа 1941 года по 31 января 1944 года деревня находилась в оккупации.
В 1950 году население деревни Старый Ряттель составляло 241 человек.
В 1958 году население деревни Старый Ряттель составляло 87 человек.
По данным 1966, 1973 и 1990 годов деревня Ряттель находилась в составе Котельского сельсовета Кингисеппского района.
В 1997 году в деревне Ряттель проживали 26 человек, в 2002 году — 22 человека (русские — 95 %), в 2007 году — 20.

## География
Деревня расположена в северо-восточной части района к северу от автодороги А180 (E 20) (Санкт-Петербург — Ивангород — граница с Эстонией) «Нарва».
Расстояние до административного центра поселения — 5 км.
Расстояние до ближайшей железнодорожной станции Котлы — 3,5 км.
Через деревню протекает река Сума.

## Экология
Постановлением правительства Российской Федерации от 08.10.2015 № 1074 деревня Ряттель включена в перечень населённых пунктов, находящихся в границах зон радиоактивного загрязнения вследствие катастрофы на Чернобыльской АЭС и отнесена к зоне проживания с льготным социально-экономическим статусом.

## Демография
| 2007 | 2010 | 2017 |
| ---- | ---- | ---- |
| 20   | ↗26  | ↗29  |

### Национальный состав
Согласно данным Всероссийской переписи населения 2021 года в деревне проживали 37 человек, из них:
 русские — 36, армяне — 1 человек.